# Khanarab
Khanarab (ryska: Ханараб, azerbajdzjanska: Xanərəb) är en ort i Azerbajdzjan.   Den ligger i distriktet Bərdə Rayonu, i den centrala delen av landet, 230 km väster om huvudstaden Baku. Khanarab ligger 68 meter över havet och antalet invånare är 2 079.
Terrängen runt Khanarab är platt. Runt Khanarab är det ganska tätbefolkat, med 62 invånare per kvadratkilometer.. Närmaste större samhälle är Quzanlı, 7,9 km söder om Khanarab.
Trakten runt Khanarab består till största delen av jordbruksmark.